# Colores panafricanos

Bandera del Imperio de Etiopía, que sirvió de base para establecer los colores panafricanos.

Los colores panafricanos, símbolo del panafricanismo, son el rojo, el verde y el negro o el amarillo. Están presentes en muchas banderas, tanto africanas como americanas y europeas (territorios europeos de ultramar, como el caso de Martinica). Están presentes en banderas del continente americano (Dominica, Granada, Jamaica, San Vicente y las Granadinas) ya que muchos esclavos convirtieron esos países en su nueva patria al no poder retornar a África.
El rojo representa la sangre de aquellos que murieron por causa de la esclavitud, la colonización y las guerras por la independencia; el negro representa la persona negra africana; el amarillo representa la riqueza mineral de África, y el verde simboliza los bosques y la riqueza natural de África.

## Banderas que usan los colores panafricanos

### África

Angola
Benín
Burkina Faso
Camerún
República Centroafricana
Congo
Etiopía
Ghana
Guinea
Guinea-Bisáu
Kenia
Malaui
Malí
Mozambique
Nigeria
Santo Tomé y Príncipe
Senegal
Sudáfrica
Sudán del Sur
Tanzania
Togo
Zambia
Zimbabue
Libia

#### Banderas antiguas

República de Benín (Nigeria) (1967)
Biafra (1967–1970)
Cabo Verde (1975–1992)
Ruanda (1961–2001)
Zaire (1971–1997)
Azawad
Libia (1977-2011)

### América

Dominica
Granada
Guayana Francesa
Guyana
Jamaica
San Cristóbal y Nieves
San Vicente y las Granadinas
Surinam

### Banderas políticas y culturales

Asociación Universal de Desarrollo Negro y la Liga de Comunidades Africanas